# Danh sách trường đại học tại Malaysia
Đây là danh sách các trường đại học ở Malaysia. Các trường đại học ở Malaysia thường được phân loại là trường đại học công lập và tư thục. Các trường đại học tư bao gồm các trường đại học được thành lập tại địa phương và cơ sở của các trường đại học quốc tế.
Danh sách dưới đây được phân loại theo hai loại chính, được sắp xếp theo thứ tự và vị trí của chúng theo các tiểu bang.

## Các trường đại học công lập
| Tên tiếng Anh                             | Tên gốc                                 | Viết tắt | Thành lập                               | Vị trí                                                    | Ghi chú                                              |
| ----------------------------------------- | --------------------------------------- | -------- | --------------------------------------- | --------------------------------------------------------- | ---------------------------------------------------- |
| University of Malaya                      | Universiti Malaya                       | UM       | 1905                                    | Kuala Lumpur Nilam Puri, Kelantan                         |                                                      |
| International Islamic University Malaysia | Universiti Islam Antarabangsa Malaysia  | IIUM     | 1983                                    | Gombak, Selangor                                          |                                                      |
| National University of Malaysia           | Universiti Kebangsaan Malaysia          | UKM      | 1970                                    | Bangi, Selangor                                           |                                                      |
| University of Malaysia Kelantan           | Universiti Malaysia Kelantan            | UMK      | 2007                                    | Pengkalan Chepa, Kelantan Jeli, Kelantan Bachok, Kelantan |                                                      |
| University of Malaysia Pahang             | Universiti Malaysia Pahang              | UMP      | 2002 (as KUKTEM)                        | Pekan, Pahang                                             | Lưu trữ ngày 16 tháng 5 năm 2021 tại Wayback Machine |
| University of Malaysia Perlis             | Universiti Malaysia Perlis              | UniMAP   | 2001 (as KUKUM)                         | Arau, Perlis                                              |                                                      |
| University of Malaysia Sabah              | Universiti Malaysia Sabah               | UMS      | 1994                                    | Kota Kinabalu, Sabah                                      |                                                      |
| University of Malaysia Sarawak            | Universiti Malaysia Sarawak             | UNIMAS   | 1992                                    | Kota Samarahan, Sarawak                                   |                                                      |
| University of Malaysia Terengganu         | Universiti Malaysia Terengganu          | UMT      | 1996 (as UPM Terengganu)                | Kuala Terengganu, Terengganu                              |                                                      |
| Sultan Idris Education University         | Universiti Pendidikan Sultan Idris      | UPSI     | 1922 (as MPSI)                          | Tanjung Malim, Perak                                      |                                                      |
| National Defence University of Malaysia   | Universiti Pertahanan Nasional Malaysia | UPNM     | 1995 (as ATMA)                          | Kuala Lumpur                                              |                                                      |
| Putra University, Malaysia                | Universiti Putra Malaysia               | UPM      | 1931 (as School of Agriculture)         | Serdang, Selangor Bintulu, Sarawak                        |                                                      |
| Islamic Science University of Malaysia    | Universiti Sains Islam Malaysia         | USIM     | 1997 (as KUIM)                          | Nilai, Negeri Sembilan                                    |                                                      |
| University of Science, Malaysia           | Universiti Sains Malaysia               | USM      | 1969                                    | George Town, Penang                                       |                                                      |
| Sultan Zainal Abidin University           | Universiti Sultan Zainal Abidin         | UniSZA   | 1980 (as KUSZA)                         | Kuala Terengganu, Terengganu                              |                                                      |
| Technical University of Malaysia Malacca  | Universiti Teknikal Malaysia Melaka     | UTeM     | 2000 (as KUTKM)                         | Durian Tunggal, Malacca                                   |                                                      |
| University of Technology, Malaysia        | Universiti Teknologi Malaysia           | UTM      | 1904 (as Treacher Technical School)     | Skudai, Johor Jalan Semarak, Kuala Lumpur                 |                                                      |
| MARA University of Technology             | Universiti Teknologi MARA               | UiTM     | 1956 (as RIDA Training Centre)          | Shah Alam, Selangor                                       |                                                      |
| Tun Hussein Onn University of Malaysia    | Universiti Tun Hussein Onn Malaysia     | UTHM     | 1993 (as Pusat Latihan Staf Politeknik) | Batu Pahat, Johor                                         |                                                      |
| Northern University of Malaysia           | Universiti Utara Malaysia               | UUM      | 1984                                    | Sintok, Kedah                                             |                                                      |

## Đại học tư thục
| Đại học                                                                            |                                                                                  |               |            |                                                             |
| Tên tiếng Anh                                                                      | Tên chính thức                                                                   | Viết tắt      | Thành lập  | Vị trí                                                      |
| Al-Madinah International University                                                | Universiti Antarabangsa Al-Madinah                                               | MEDIU         | 2006       | Shah Alam                                                   |
| Asia e University                                                                  | Universiti Asia e                                                                | AeU           | 2007       | Jalan Sultan Sulaiman                                       |
| Asia Metropolitan University                                                       | Universiti Metropolitan Asia                                                     | AMU           | 1997       | Cheras                                                      |
| Asia Pacific University of Technology & Innovation                                 | Universiti Teknologi & Inovasi Asia Pasifik                                      | APU           | 1993       | Bukit Jalil                                                 |
| Binary University                                                                  | Universiti Binary                                                                | Binary        | 1984       | Puchong                                                     |
| City University, Malaysia                                                          | Universiti City                                                                  | CityU         | 1984       | Petaling Jaya                                               |
| Curtin University, Malaysia                                                        | Universiti Curtin Malaysia                                                       | Curtin        | 1999       | Miri                                                        |
| DRB-HICOM University of Automotive Malaysia                                        | Universti Automotif DRB-HICOM Malaysia                                           | DRB-HICOM U   | -          | Pekan                                                       |
| GlobalNxt University                                                               | Universiti GlobalNxt                                                             | GNU           | 2012       | Kuala Lumpur                                                |
| Jelebu University Of Technology & Computer Institute Malaysia                      | Universiti Jelebu Teknologi & Komputer Institut Malaysia                         | JUTKI         | 1992       | Jelebu District                                             |
| Heriot-Watt University Malaysia                                                    | Universiti Heriot-Watt Malaysia                                                  | HWUM          | 2013       | Putrajaya                                                   |
| Infrastructure University Kuala Lumpur                                             | Universiti Infrastruktur Kuala Lumpur                                            | IUKL          | 1973       | Kajang                                                      |
| International Medical University                                                   | Universiti Perubatan Antarabangsa                                                | IMU           | 1992       | Bukit Jalil                                                 |
| INTI International University                                                      | Universiti Antarabangsa INTI                                                     | INTI          | 1986       | Nilai Subang Jaya Kuala Lumpur George Town Sabah            |
| Limkokwing University of Creative Technology                                       | Universiti Teknologi Kreatif Limkokwing                                          | Limkokwing    | 1992       | Cyberjaya                                                   |
| MAHSA University                                                                   | Universiti MAHSA                                                                 | MAHSA         | 2005       | Petaling Jaya Pusat Bandar Damansara                        |
| Malaysia University of Science and Technology                                      | Universiti Sains dan Teknologi Malaysia                                          | MUST          | 2000       | Petaling Jaya                                               |
| Management & Science University                                                    | Universiti Sains & Pengurusan                                                    | MSU           | 2001       | Shah Alam                                                   |
| Manipal International University                                                   | Universiti Antarabangsa Manipal                                                  | MIU           | 2011       | Nilai                                                       |
| Monash University Malaysia Campus                                                  | Universiti Monash Kampus Malaysia                                                | Monash        | 1998       | Subang Jaya                                                 |
| Multimedia University                                                              | Universiti Multimedia                                                            | MMU           | 1994       | Cyberjaya Malacca Johor                                     |
| Newcastle University Medicine Malaysia                                             | Universiti Perubatan Newcastle Malaysia                                          | NUMed         | 2009       | Johor Bahru                                                 |
| Nilai University                                                                   | Universiti Nilai                                                                 | Nilai U       | 1997       | Nilai                                                       |
| Open University Malaysia                                                           | Universiti Terbuka Malaysia                                                      | OUM           | 2000       | Jalan Tun Ismail                                            |
| Perdana University                                                                 | Universiti Perdana                                                               | PU            | 2011       | Serdang                                                     |
| Quest International University Perak                                               | Universiti Antarabangsa Quest Perak                                              | QIUP          | 2008       | Ipoh                                                        |
| Raffles University Iskandar                                                        | Universiti Raffles Iskandar                                                      | RUI           | 2012       | Johor Bahru                                                 |
| Royal College of Surgeons in Ireland and University College Dublin Malaysia Campus | Royal College of Surgeons di Ireland dan Kolej Universiti Dublin Kampus Malaysia | RUMC          | 1996       | George Town                                                 |
| SEGi University                                                                    | Universiti SEGi                                                                  | SEGi          | 1977       | Kota Damansara Subang Jaya Kuala Lumpur George Town Kuching |
| Sunway University                                                                  | Universiti Sunway                                                                | Sun-U         | 1987       | Subang Jaya                                                 |
| Swinburne University of Technology Sarawak Campus                                  | Universiti Teknologi Swinburne Kampus Sarawak                                    | Swinburne     | 2000       | Kuching                                                     |
| Taylor's University                                                                | Universiti Taylor's                                                              | Taylor's      | 1969       | Subang Jaya                                                 |
| Tun Abdul Razak University                                                         | Universiti Tun Abdul Razak                                                       | UNIRAZAK      | 1998       | Petaling Jaya                                               |
| UCSI University                                                                    | Universiti UCSI                                                                  | UCSI          | 1986       | Cheras Kuching Kuala Terengganu                             |
| UNITAR International University                                                    | Universiti Antarabangsa UNITAR                                                   | UNITAR        | 2011       | Petaling Jaya                                               |
| Islamic University of Malaysia                                                     | Universiti Islam Malaysia                                                        | UIM           | 1955       | Cyberjaya                                                   |
| University of Kuala Lumpur                                                         | Universiti Kuala Lumpur                                                          | UniKL         | 2002       | Jalan Sultan Ismail                                         |
| University of Selangor                                                             | Universiti Selangor                                                              | UNISEL        | 1999       | Bestari Jaya Shah Alam                                      |
| Sultan Abdul Halim Mu'adzam Shah International Islamic University                  | Universiti Islam Antarabangsa Sultan Abdul Halim Mu'adzam Shah                   | UniSHAMS      | 1995       | Kuala Ketil                                                 |
| Sultan Azlan Shah University                                                       | Universiti Sultan Azlan Shah                                                     | USAS          | 1999       | Kuala Kangsar                                               |
| Petronas University of Technology                                                  | Universiti Teknologi Petronas                                                    | UTP           | 1995       | Tronoh                                                      |
| National Energy University                                                         | Universiti Tenaga Nasional                                                       | UNITEN        | 1976       | Putrajaya                                                   |
| University Tunku Abdul Rahman                                                      | Universiti Tunku Abdul Rahman                                                    | UTAR          | 2002       | Kampar Sungai Long                                          |
| University Malaysia of Computer Science & Engineering                              | Universiti Malaysia Sains Komputer & Kejuruteraan                                | UniMy         | 2013       | Cyberjaya                                                   |
| University of Nottingham Malaysia Campus                                           | Universiti Nottingham Kampus Malaysia                                            | UNMC          | 2000       | Semenyih                                                    |
| University of Reading Malaysia Campus                                              | Universiti Reading Kampus Malaysia                                               | UoRM          | 2013       | Johor Bahru                                                 |
| University of Southampton Malaysia Campus                                          | Universiti Southampton Kampus Malaysia                                           | USMC          | 2012       | Johor Bahru                                                 |
| Wawasan Open University                                                            | Universiti Terbuka Wawasan                                                       | WOU           | 2006       | George Town                                                 |
| Xiamen University Malaysia                                                         | Universiti Xiamen Malaysia                                                       | XMUMC         | 2015       | Salak Tinggi                                                |
| Trường đại học                                                                     |                                                                                  |               |            |                                                             |
| Name in English                                                                    | Name in Malay                                                                    | Acronym       | Foundation | Location                                                    |
| University College TATI                                                            | Kolej Universiti TATI                                                            | UC TATI       | 1993       | Terengganu                                                  |
| Berjaya University College                                                         | Kolej Universiti Berjaya                                                         | BERJAYA UC    | 2009       | Pudu                                                        |
| Cyberjaya University College of Medical Sciences                                   | Kolej Universiti Sains Perubatan Cyberjaya                                       | CUCMS         | 2005       | Cyberjaya                                                   |
| First City University College                                                      | Kolej Universiti Bandar Utama                                                    | First City UC | 1990       | Bandar Utama                                                |
| Han Chiang University College of Communication                                     | Kolej Universiti Komunikasi Han Chiang                                           | HCUCC         | 1999       | George Town                                                 |
| Saito University College                                                           | Kolej Universiti Saito                                                           | SAITO UC      | 1988       | Petaling Jaya                                               |
| KDU University College                                                             | Kolej Universiti KDU                                                             | KDU           | 1983       | Shah Alam George Town Batu Kawan                            |
| International Islamic University College Selangor                                  | Kolej Universiti Islam Antarabangsa Selangor                                     | KUIS          | 1995       | Bangi                                                       |
| University College of Islam Melaka                                                 | Kolej Universiti Islam Melaka                                                    | KUIM          | 1994       | Malacca                                                     |
| Kuala Lumpur Metropolitan University College                                       | Kolej Universiti Metropolitan Kuala Lumpur                                       | KLMUC         | 1991       | Jalan Raja Laut Setapak                                     |
| Lincoln University College                                                         | Kolej Universiti Lincoln                                                         | LUC           | 2002       | Petaling Jaya                                               |
| Linton University College                                                          | Kolej Universiti Linton                                                          | LINTON        | 1995       | Mantin                                                      |
| New Era University College                                                         | Kolej Universiti New Era                                                         | NEUC          | 1997       | Kajang                                                      |
| Southern University College                                                        | Kolej Universiti Southern                                                        | Southern UC   | 1990       | Skudai                                                      |
| Tunku Abdul Rahman University College                                              | Kolej Universiti Tunku Abdul Rahman                                              | TAR UC        | 1969       | Setapak Tanjung Bungah Kampar Labis Donggongon Kuantan      |
| Twintech International University College of Technology                            | Kolej Universiti Teknologi Antarabangsa Twintech                                 | Twintech      | 1994       | Bandar Sri Damansara Kota Bharu                             |
| University College of Technology Sarawak                                           | Kolej Universiti Teknologi Sarawak                                               | UCTS          | 2013       | Sibu                                                        |
| Widad University College                                                           | Kolej Universiti Widad                                                           | Widad UC      | 1997       | Kuantan                                                     |
| University College Sabah Foundation                                                | Kolej Universiti Yayasan Sabah                                                   | UCSF          | 2014       | Kota Kinabalu                                               |